# Мостарт, Ян
Ян Мостарт (нидерл. Jan Mostaert; ок. 1475, Харлем — 1555, там же) — фламандский живописец эпохи Северного Возрождения. Известен в основном картинами на религиозные сюжеты и портретами. Дед известного фламандского живописца Гиллиса Мостарта.

## Биография
О жизни Яна Мостарта известно очень мало. Традиционное описание его жизни было основано на биографии, написанной фламандским художником и историком искусства XVI века Карелом ван Мандером и включённой в его "«Книгу о художниках» (нидерл. Het Schilder-Boeck), опубликованную в Харлеме в 1604 году. Однако, позднейшие исследования поставили под сомнение многие утверждения о жизни Мостарта, изложенные ван Мандером. Сомнению, в частности, подвергается утверждение о том, что Ян Мостарт был придворным художником штатгальтера испанских Нидерландов — Маргариты Австрийской.
Мостарт родился в Харлеме в семье владельца мельницы, которого звали Ян и Алиджт Диркс. Карел ван Мандер утверждал, что Мостарт был учеником Якоба ван Харлема, художника, написавшего алтарь в церкви Святого Бавона в Харлеме.
Впервые Ян Мостарт упоминается в документах в 1498 году в связи с женитьбой и покупкой дома в родном городе. В 1500 году он значился в записях харлемской Гильдии Святого Луки и продолжал упоминаться до 1549 года. Он стал дьяконом гильдии в 1507 году, а затем снова в 1543 и 1544 годах. В 1519—1529 годах Мостарт был в Мехелене.
В 1498 году Мостарт женился на Аньезе (Агнес) Мартейнсдр, вдове Класа Сюйкера. Его жена умерла до июля 1532 года. Мостарт добился коммерческого успеха и владел несколькими домами в Харлеме. Поскольку нет никаких доказательств того, что Ян был придворным художником Маргариты Австрийской кроме утверждения ван Мандера, принято считать, что Мостарт всю свою жизнь проработал в Харлеме. Поскольку его дом в 1553 году был сдан в аренду другим людям, а выплаты ему прекратились примерно к Пасхе 1553 года, считается, что он умер в начале 1553 года или, возможно, в конце 1552 года. В 1554 году его имя было вычеркнуто из списка членов харлемской Гильдии Святого Луки.

## Творчество
Мостарт в основном писал портреты и картины на религиозные сюжеты. Он также интересовался жизнью, бытом и образами примитивных народов и экзотических стран, как это видно из его «Пейзажа Вест-Индии». Примерно в 1520—1525 годах он изобразил Адама и Еву, работающих на своей земле подобно первобытным туземцам. Мостарт увлекался идеей объединения языческих и христианских интерпретаций происхождения человечества. Существует гипотеза, что его воображаемый «Пейзаж Вест-Индии», написанный в 1535 году, создан был под впечатлением от записок испанского конкистадора Франсиско Васкеса де Коронадо, поход которого в Нью-Мексико и Аризону, однако, имел место значительно позже, в 1540—1542 годах. Карел ван Мандер подробно описал несколько работ, в том числе свой странный пейзаж Вест-Индии, который он считал незавершённым произведением. Большая часть работ Мостарта была уничтожена во время великого пожара в Харлеме в 1576 году, а некоторые картины, когда-то приписывавшиеся ему, теперь считаются произведениями Изенбрант, Адриан Адриана Изенбранта.
В ранних картинах Яна Мостарта заметно влияние Гертгена тот Синт Янса, раннего харлемского живописца. Некоторые полагали, что Мостарт на самом деле был учеником Гертгена, но сомнительно, что у этого художника были в то время какие-либо ученики или помощники. От Гертгена Мостарт перенял для своих работ изысканный стиль и продуманные композиции, а также жёсткий, угловатый рисунок фигур.
Его «Портрет африканца» (1520—1530, Рейксмюсеум, Амстердам) является одним из самых ранних и единственных сохранившихся портретов чернокожего персонажа и отличается от традиционной трактовки образа, принятого в сюжетах «Поклонения волхвов». Точно неизвестно, кем был этот человек, но есть указания на то, что он либо был связан со двором Маргариты, либо был помощником её племянника Карла V, среди телохранителей которого, как известно, был чёрный лучник Кристоф ле Мор. Мужчина одет в богатую одежду, перчатки и держит меч, что свидетельствует о его важном положении. Знаки отличия на его шляпе и сумке намекают на возможное испанское или португальское происхождение. Многие из африканцев, прибывших в Европу в эпоху позднего средневековья и раннего Возрождения, были учёными и советниками.
Самая известная работа Мостарта — «Пейзаж Вест-Индии» (ок. 1535, Рейксмузеум), который, как полагают, представляет собой вид на Пуэбло зуни в Нью-Мексико. Никогда не бывавший в Америке, Мостарт должен был представить, как выглядит Новый Свет. Существовало предположение, что художник, возможно, видел этюды американских пейзажей, но это маловероятно, поскольку большая часть графической документации того времени была посвящена экзотическим животным, инструментам или костюмам, а не панорамным видам. Кроме того, причудливые скалы, похоже, созданы под влиянием пейзажного стиля Патинира, а не аутентичных изображений. Считается, что Мостарт создал картину на основе письменных или устных рассказов о недавно открытой местности, к которой он был причастен благодаря своим контактам при дворе Маргариты Австрийской, тёти Карла V. Считалось также, что повествование на картине изображает ряд различных событий, в том числе высадку Колумба на острове Гуанаха, Эрнана Кортеса в Мексике и вторжение португальцев в Бразилию. На самом деле это история поисков Коронадо «Семи золотых городов» в деревне Зуни Сибола в Нью-Мексико и в Аризоне в 1540—1542 годах. Картина, показывая единство и силу коренных народов, сражающихся за свою землю, является одним из самых ранних изображений завоевания европейцами Америки.
Картина Мостарта «Се человек» находилась в церкви Богоматери всех скорбящих на Большой Ордынке в Москве (ныне — Музей изобразительных искусств им. А. С. Пушкина). Исследователи не исключают, что именно её описывает князь Мышкин в романе Ф. М. Достоевского «Идиот».

## Галерея
- Пейзаж холмистой реки со святым Христофором. Ок. 1520. Дерево, масло. Музей Майера ван ден Берга, Антверпен
- Портрет кавалера Абеля ван Каустлера. Между 1500 и 1525. Дерево, масло. Королевские музеи изящных искусств, Брюссель
- Оплакивание со святыми Петром, Павлом и донаторами. Триптих. Между 1515 и 1520. Дерево, масло. Музей Франса Халса, Харлем
- Пейзаж Вест-Индии. Ок. 1535. Дерево, масло. Рейксмюсеум, Амстердам
- Поклонение волхвов. Между 1520 и 1525. Дерево, масло. Рейксмюсеум, Амстердам
- Портрет африканца. Между 1525 и 1530. Дерево, масло. Рейксмюсеум, Амстердам
- Голова Иоанна Крестителя. Между 1526 и 1550. Дерево, масло. Частное собрание
- Cкорбящий Христос. Между 1520 и 1525. Дерево, масло. Музей Бургоса